# Georg Wulf
Georg Wulf (* 17. Mai 1895 in Bremen; † 29. September 1927 in Bremen) war ein deutscher Flugpionier und Flugzeugbauer.

## Biografie
Wulf war der Sohn eines Zollsekretärs. Er besuchte die Oberrealschule an der Dechanatstraße.
Um 1910 baute Henrich Focke mit Unterstützung seines Bruders Wilhelm Focke ein einfaches, von einem acht PS starken Motor angetriebenes Entenflugzeug aus Stahlrohren und Bambus. Die Startversuche auf dem Bremer Exerzierplatz Neuenlander Feld misslangen zwar, weckten aber das Interesse des fünf Jahre jüngeren Wulf.
Wulf war so begeistert vom Fliegen, dass er die Schule vor seinem Abitur abbrach und stattdessen Flugzeuge bastelte. Er bot Focke seine Mitarbeit an. Wulf und Focke entwarfen ab 1911 Flugzeuge und bauten sie mit einfachsten Mitteln. 1912 stellten sie einen flugfähigen Eindecker fertig, den Wulf einflog.
Bei Beginn des Ersten Weltkriegs meldete sich Wulf freiwillig zum Militär. Nach anfänglicher Ablehnung kam er, nachdem er Nachweise über seine durchgeführten Flüge und somit seine Eignung zum Flugzeugführer erbringen konnte, zur Fliegertruppe und wurde in der Staffel 23 des Bogohl VII (Bombengeschwader der Obersten Heeresleitung) als Pilot eingesetzt.
Nach dem Ersten Weltkrieg durften in Deutschland keine Motorflugzeuge gebaut werden; daraufhin baute die Gruppe heimlich im Keller des späteren Focke-Museums weiter. Seit 1921 flog er den Flugzeugtyp Storch. 1923 arbeitete er auch als Fluglehrer. 1923 wurde die Bremer Flugzeugbau-Gesellschaft von Focke und Wulf gegründet, die ab 1924 Focke-Wulf-Flugzeugbau AG hieß. Wulf war als Vorstand der technische Betriebsdirektor und als Einflieger tätig.
Als Vorstudie hatten sie einen leichten Eindecker gebaut, der im November 1921 zu seinem Jungfernflug startete. Es folgten die unter den Namen Möwe und Ente bekanntgewordenen Verkehrsflugzeuge. Am 29. September 1927 kam Wulf beim Testen eines Prototyps der F19a Ente ums Leben.
Der Flugpionier ist in Bremen auf dem Osterholzer Friedhof (Feld E), in der Nähe der Brücke zur Nordkapelle begraben.

### Ehrungen
- Im Stadtteil Bremen-Neustadt wurde in der Nähe des Bremer Flughafens 1955 die Georg-Wulf-Straße nach ihm benannt.
- Die Georg-Wulf-Straße in Berlin-Schönefeld trägt seinen Namen.